# John Maitland (5e comte de Lauderdale)
Pour les articles homonymes, voir John Maitland.
John Maitland (plus tard Lauder), 5e comte de Lauderdale (1655-30 août 1710, à Haltoun House, Ratho, Midlothian, Écosse) est un juge et homme politique écossais qui soutient les Actes de l'Union.

## Biographie
Il est le deuxième fils de Charles Maitland (3e comte de Lauderdale), et succède à son frère aîné Richard Maitland (4e comte de Lauderdale) (en) en 1695.
Le 8 juillet 1691, il reçoit la baronnie de Haltoun et pour cela il est obligé d'assumer le nom de famille de Lauder de Haltoun au lieu de Maitland de Ravelrig. Le 30 juillet 1680, il est admis à la Faculté des avocats et, le 16 novembre 1680, il est créé baronnet de Nouvelle-Écosse. Il est nommé Lord ordinaire de session, Lord Ravelrig, le 28 octobre 1689.
Il est élu député d'Edinburghshire du 12 mars 1685 à 1686 et au Parlement de la Convention en 1689, tout comme John Lauder de Haltoun, et de nouveau au Parlement de 1689 à 1693 comme John Maitland de Ravelrig. Il est nommé conseiller privé le 16 avril 1679. Il souscrit à la révolution de 1688. Lorsqu'il prend ses fonctions au Parlement le 8 septembre 1696, il soutient l'Union des parlements.
Vers 1690, il est nommé colonel de la milice d'Edinburghshire et est général de la Monnaie en 1699.

## Famille
Vers 1680, John épouse Margaret (c1662 - 1742), fille d'Alexander Cunningham, 10e comte de Glencairn, avec qui il a trois fils et une fille. Sa fille Elizabeth épouse James Carmichael, 2e comte de Hyndford, et son fils et héritier est Charles Maitland, 6e comte de Lauderdale, (1688-1744).